# Гризліни (Ольштинський повіт)
Гризліни (пол. Gryźliny, нім. Grieslienen) — село в Польщі, у гміні Ставігуда Ольштинського повіту Вармінсько-Мазурського воєводства.
Населення — 614 осіб (2011).

## Демографія
Демографічна структура станом на 31 березня 2011 року:
|          | Загалом | Допрацездатний вік | Працездатний вік | Постпрацездатний вік |
| -------- | ------- | ------------------ | ---------------- | -------------------- |
| Чоловіки | 302     | 73                 | 210              | 19                   |
| Жінки    | 312     | 63                 | 195              | 54                   |
| Разом    | 614     | 136                | 405              | 73                   |